# Australischer Tümmler

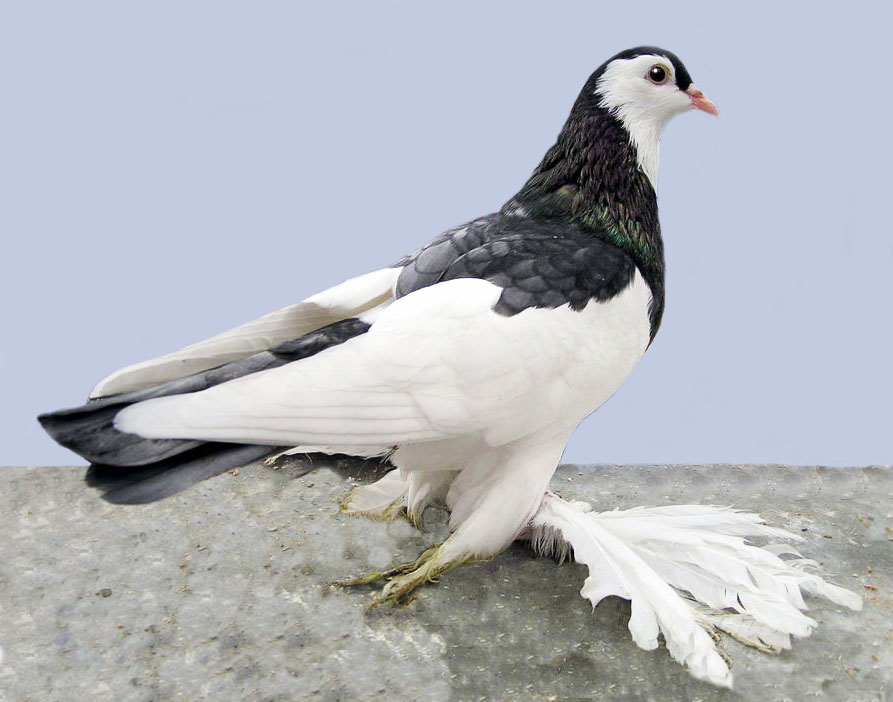
Ein Australischer Tümmler in Schwarz

Der Australische Tümmler, englisch Australian Saddleback Tumbler, kann im Deutschen auch den Beinamen „gesattlet“ tragen und ist eine der wenigen Taubenrassen, die in Australien herausgezüchtet wurden. Gesattelt bedeutet „geganselt“ oder „geelstert“ und bezieht sich auf die Zeichnung der Tiere, deren Schwanz, das Herz auf dem Oberrücken, die Brust, der Hals und die Stirnschnippe farbig sind. Kopf und Latz, Flügel, Bauch und Beine sind weiß befiedert. Im Gegensatz zu den schwarzen und blauen, die ausschließlich mit farbigem Schwanz vorgestellt wurden, kommen rote und gelbe Australische Tümmler auch mit weißem Schwanz vor.

## Abstammung
Nach Joachim Schütte stammen die Australischen Tümmler von geelsterten Altholländischen Tümmlern ab, entstanden erst nach dem Zweiten Weltkrieg und werden bisher ausschließlich in Australien gezüchtet.

## Erscheinung
Australische Tümmler sind mittelgroße, glattköpfige Tauben mit dunklen Augen. Ihre Füße sind unbefiedert (= glattfüßig) oder tragen, die in ihrer Heimat sehr beliebten, recht lange und dichte Latschen. Ihre Form gleicht gestreckten Altholländischen Tümmlern.
Obwohl die Australier dem Namen nach Tümmler sind, handelt es sich bei ihnen weniger um Flug- als vielmehr um Ausstellungstauben. Hans-Joachim Schille stellt sie gar den Farbentauben nahe.

## Weiterführende Literatur und Nachweise
1. 1 2 3  
Hans-Joachim Schille: Bildschöne Taubenrassen. von Aachener Bandkröpfer bis Züricher Weißschwanz (= Spezies in Farbe. Band 2). Karin Wolters, Sebnitz 2001, ISBN 3-9806312-2-2, Australische Tümmler, S. 42.
2. 1 2 3  
Joachim Schütte, Günter Stach, Josef Wolters: Handbuch der Taubenrassen. Josef Wolters, Bottrop 1994, ISBN 3-9801504-4-5, Australische Tümmler, S. 376.